# 勧修寺経興
勧修寺 経興（かじゅうじ つねおき）は、室町時代前期の公卿。官位は従二位・権中納言。勧修寺家5代当主。

## 経歴
応永3年（1396年）、権大納言・勧修寺経豊の子として誕生。
応永27年（1420年）1月10日に参議に任ぜられる。武家伝奏を務めた。
永享9年（1437年）、薨去。

## 系譜
- 父：勧修寺経豊
- 母：四条隆冬の娘
- 妻：不詳
  - 男子：勧修寺教秀（1426-1496） - 勧修寺経直の養子
  - 男子：勧修寺経熈（1432-1504） - 勧修寺政顕の養子
  - 女子：阿野公煕室
- 養子
  - 男子：勧修寺経直（?-1449） - 勧修寺経豊の子